# ルイ・テオドル・フューレ
ルイ＝テオドル・フューレ（Louis-Theodore Furet, 1816年11月25日 - 1900年1月15日）は、パリ外国宣教会のフランス人宣教師である。長崎県長崎市にある大浦天主堂（国宝）の設計を行った。

## 略歴
1816年フランスマニエヌ教区のコメルに生まれる。1839年5月司祭叙階。1852年（嘉永5年）パリ外国宣教会会員として香港に着く。1855年2月ジラール神父、メルメ・カション神父とともに沖縄上陸。聖現寺で日本語の勉強を開始。同年5月、フランス艦に通訳として乗り込み、平戸島の南方に渡る。その後、香港へ帰り、さらにフランス艦乗員として函館を観察。さらに那覇へ渡り、5年半滞留。1862年（文久2年）9月、ベルナール・プティジャン神父とともに横浜へ赴く。1863年（文久3年）日本宣教区長であったジラール神父に命じられ長崎へ。外国人居留地大浦の南山手乙一番地に土地を購入し、司祭館を建設。大浦天主堂の建築に取り掛かる。同年10月、大浦天主堂の建設をプティジャン神父に引き継ぎ、帰国。心身の疲労から1ケ年の休暇を願い出ていた。1865年（慶応元年）3月の信徒発見の知らせを受け、瀕死の父に別れを告げ、直ちにフランスを出航。1866年（慶応2年）5月7日クーザン神父とともに再び長崎に上陸。フランス語の教授、欧米人との交際の傍ら、潜伏キリシタンを司牧した。1867年（慶応3年）より横須賀海軍造船所でフランス技師の贖罪司祭を勤め、同時に海軍士官学校でフランス語を教える。1869年（明治2年）フランスへ帰国。パリ外国宣教会を脱会。ラウル教区の司祭として働き、1900年（明治33年）死去。